# Nemotelus cylindricornis
Nemotelus cylindricornis is een vliegensoort uit de familie van de wapenvliegen (Stratiomyidae). De wetenschappelijke naam van de soort is voor het eerst geldig gepubliceerd in 1977 door Rozkosny.